# Liu Qi (wielrenner)
Liu Qi (29 november 2000) is een Chinees baanwielrenner.

## Carrière
Liu maakte zijn debuut op de Aziatische kampioenschappen in 2019 met een bronzen medaille in de 1 km tijdrit. In 2022 nam hij deel aan de wereldkampioenschappen en werd 16e in de 1 km tijdrit en 26e in de sprint. In 2023 nam hij deel aan de Aziatische Spelen en won zilver in de teamsprint en vijfde in het keirin. In 2024 nam hij deel aan de Olympische Spelen waar hij met de Chinese ploeg deelnam aan de teamsprint en zevende werd. In de individuele onderdelen werd hij 19e in het keirin en 28e in de sprint.

## Erelijst
| Jaar  | CK                  | AK                    | WK                  | Overige                                                |
| ----- | ------------------- | --------------------- | ------------------- | ------------------------------------------------------ |
| Elite |                     |                       |                     |                                                        |
| 2018  | keirin · 1 km       |                       |                     |                                                        |
| 2019  |                     | 1 km                  |                     |                                                        |
| 2020  |                     |                       |                     |                                                        |
| 2021  |                     |                       |                     |                                                        |
| 2022  |                     |                       | 16e 1 km 26e sprint |                                                        |
| 2023  | 5e keirin 6e sprint | 10e sprint 11e keirin |                     | Aziatische Spelen: · teamsprint · 5e keirin            |
| 2024  |                     |                       |                     | Olympische Spelen: 7e teamsprint 19e keirin 28e sprint |